# グッドバイ、バッドマガジンズ
『グッドバイ、バッドマガジンズ』（英: Goodbye, Bad Magazines）は2022年10月28日公開の日本映画である。監督・脚本は横山翔一。主演は杏花。

## 概略

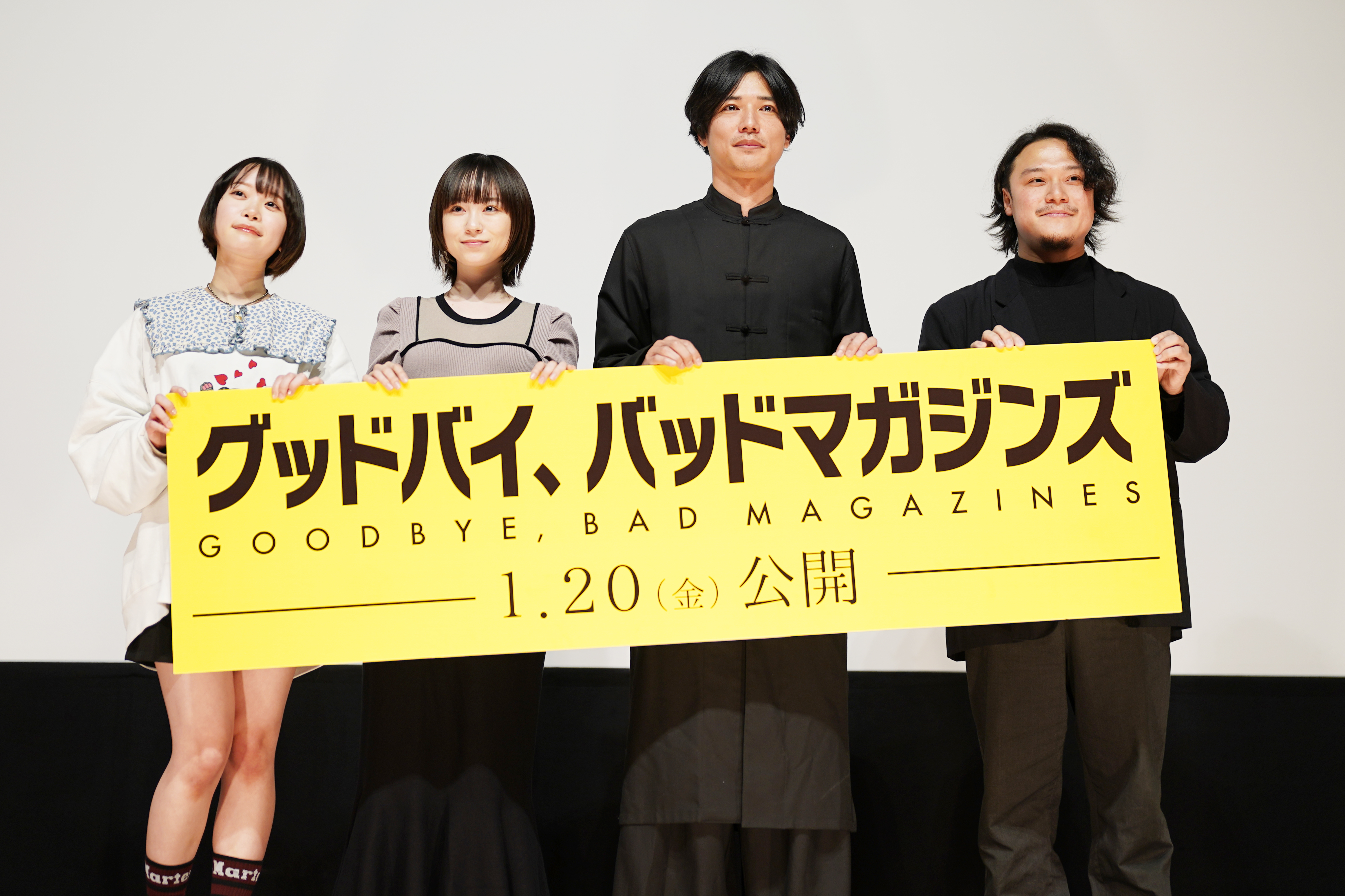
舞台挨拶（左から架乃ゆら、杏花、ヤマダユウスケ、横山翔一）

2010年代にコンビニエンスストアで販売された男性向け成人雑誌の編集者たちを描いた作品。
この時期の成人雑誌はDVDを付けることが当たり前となっており、その分誌面部分が目減り。モノクロの独自記事すら営業から取材費抑制のため削るよう指摘され、本誌の写真もAVメーカーからの提供を受けたもので、編集部独自の撮影はほぼゼロ。つまり編集部員はエロを扱いながらも（雑誌記事に登場する）生身の裸と接する機会がゼロという悲哀、また営業とのせめぎあいなども描いている。
この手の一般的な映画は黄金時代を描き、凋落を描くものの、本作では上昇気流に乗るような世界観は描かれず、凋落する中で自分を見つけていく様を描く。黄金期を描かなかったのは横山が全く体感しておらず、遠い昔のことだと思ったからだとしている。
自主製作形式で制作が開始され、完成後に配給元となる日活を巡り合った。このためどこにも忖度のないシナリオや演出方法ができたという。
劇中の編集部はスタジオセットであるが、大洋図書の『実話ナックルズ』編集部が参考にされている。
2022年10月28日より東京で劇場公開されていたが、2023年1月20日から改めて拡大公開することが決まった。拡大公開が決まった会見では、宮嶋が本編で描かれた元ネタのひとつである「モザイク漏らし事件」を改めて謝罪した。
2023年11月より再びテアトル新宿にて凱旋上映がされるなどロングランヒットとなり、11月8日には上映1周年記念イベントが新宿ロフトプラスワンで開催された。

## 制作過程
監督の横山が元成人雑誌編集者であるプロデューサーの宮嶋と出会い、「エロ本編集者の話が面白い」となり、2018年ごろに構想が開始。当時は宮島がオリジナルビデオ制作会社勤務だったことから、いわゆるエロVシネの流れで「エロ本編集プロダクションの女の子が、初めてAV撮影現場に取材に行くと、高校の同級生が女優だった」ことを根幹とするバディものだった。本編にある詩織とハルのバディ劇は構想スタート当時の名残だという。しかし企画は一度はとん挫。雑誌編集部のブラック企業ネタ自体は面白かったので、横山は取材は進めて準備していたが、今度は宮島が退社したため、横山が改めて映画としてプロデュースしませんかとアプローチをしたこと、2019年に大手コンビニエンスストアが成人向け雑誌の取り扱いを辞めるとなったこともあり、企画が再び動き出した。作品内では宮嶋の編集者時代の実体験も交えて描き、加えて宮嶋の交友関係から約30人ほどの編集者、雑誌社の営業担当者などから取材、聞き取りし、結果的には様々な立場の編集者を描く、群集劇となった。なお、当初のタイトル案は『エロ本・イズ・デッド』（エロ本of the dead）。なかなか死なないエロ本業界を、ゾンビ映画に例えたタイトルであった。
宮嶋のプロデューサーとしての最初の仕事は文化庁のコロナ助成金制度「AFF（ARTS for the future!）」の助成金獲得であり、横山は「この国もまだ捨てたもんじゃない」と述べている。
エロ本制作の舞台を描きながらも、裸はほぼ出てこない。これは劇中当時のエロ本編集者が「（エロ本のエロの部分はAVメーカーの提供なので）裸を見る機会が全くない」ということのオマージュであるとともに、PG12のレイティングを死守したかったからである。

## 評価
ライターの安田理央は映画を観た感想として「エロ本編集部を舞台にすると聞いて、どうせまた現実離れした話だろうと思っていたら（中略）リアルな描写に胸を押さえたくなった」と当時のエロ本業界の描写を評価している。映画評論家のくれい響は「エロ本版『ハケンアニメ!』」と評している。

## あらすじ
2018年、オシャレなサブカル雑誌が大好きな詩織は大学の先輩のツテを使い、念願の出版社に就職。しかし、入社1日目にサブカル雑誌『GARU』の休刊が発表され、配属されたのはオシャレのカケラもない卑猥な写真と猥雑な言葉が飛び交う男性向け成人雑誌の編集部だった。最初こそテンションがダダ下がりの詩織だったが、女性編集長の澤木や女性ライターのハルなど、女性が「エロ」を追求している姿に刺激を受け成人雑誌に対して興味を持ち始める。しかし、そんな中、編集部で取り扱っていた雑誌で「とんでもないミス」が発覚。それを境に共に激務を戦ってきた同僚の編集者たちが次々と退社。オーバーワークで心も体も疲弊しきった詩織だったが、さらに追い打ちをかけるように衝撃的な事実を知ることになる。

## 登場人物

### 出版社の人物
「おしりっこ」、「ベストベリー」、「人妻ラグジュアリー」などのエロ本出版でサブカル誌を支えている出版社。ただし現在はBL誌の売り上げが上がっており、エロ本は急落している。
森詩織
演 ‐ 杏花
新人編集者。本来はサブカル誌志望だったが、成人雑誌の中でのやりがいも見つけていく。
向井英
演 ‐ ヤマダユウスケ
もともとはスチールカメラマンの編集者。妻帯者である。
酒本信満
演 ‐ 西洋亮
若手編集者。ビデオ編集を主に担当。他者の仕事を引き受ける典型的ないい人だが、それがじわじわと負担になってくる。
河田局長
演 ‐ 山岸拓生
成人誌を扱う第三編集局局長。古だぬき。
渡奴誠二
演 ‐ 菊池豪
営業部。編集部から疎まれており、ドムのニックネームで呼ばれる。苗字の読みは「どぬ」。
羽賀大
演 ‐ 西尾友樹
独立心の強い編集部員。営業部を見下している。
杉戸
演 ‐ タカハシシンノスケ
編集部員。羽賀班配属。
八剱
演 ‐ 長野こうへい
編集部員。羽賀班配属。
戸塚陽
演 ‐ 善積元
中途採用された編集部員。新人だがひげもじゃ。
黒岩
演 ‐ 山口大地
若き営業本部長。にやにやしながら冷酷なことをつぶやき、時に怒号を上げる。
宮沢健一
演 ‐ 木村知貴
編集部員。会社に寝袋を持ち込み寝ている。
徳山道夫
演 ‐ 大迫茂生
編集部員。もともとはサブカル誌副編集長から異動してきた。絶叫系。
澤木はるか
演 ‐ 春日井静奈
鬼上司。女性向け成人誌立ち上げの夢を持つ。
伊勢崎義一郎
演 ‐ カトウシンスケ
詩織の大学の先輩。編集部で一番まとも説があり、引き抜きの声もかかっている。
社長
演 ‐ グレート義太夫
あまり覇気のない社長。

### 編集部周囲の関係者
あさひなハル
演 ‐ 架乃ゆら
元AV女優の作家、コラムニスト。
向井愛子
演 ‐ 岩井七世
向の妻。元モデル。子供が欲しい。

### その他の登場人物
ジューン・ラブジョイ
演 ‐ ジューン・ラブジョイ
海外向けに日本の今を紹介するラブジョイチャンネルのお姉さん。
老人
演 ‐ あらい汎
地方在住の老人。
- 中島愛子
- 草野康太
- 尾倉ケント
- 松井董平
- 秋乃ゆに
- 桑山こたろう
- 真矢みつき
- きみと歩実
- 上田操

## スタッフ
- 監督：横山翔一
- 脚本：山本健介、宮嶋信光、横山翔一
- プロデューサー：宮嶋信光、横山翔一
- 撮影：佐藤直紀
- 照明：山口峰寛
- 録音：川本七平
- 美術：柴田正太郎
- 装飾：杉崎匠平
- 衣装：青木茂
- スタイリスト：森内陽子
- メイク：安藤メヰ
- 編集：小笠原風
- 音楽：伊藤資隆、Makoto Okazaki、岸弘二、尾飛良幸、仁科亜弓
- 挿入歌：「資本主義Workers」Marukido
- 主題歌：「パレード」ナギサワカリン
- 海外セールス・配給：日活
- 制作：ふくよか舎
- 製作：ピークサイド

## 映画祭出品
- 第32回ゆうばり国際ファンタスティック映画祭2022 Powered by Hulu フォービデンゾーン正式上映
- 第42回ハワイ国際映画祭正式出品